# 메이눙구

메이눙 구의 위치

메이눙구(한국어: 미농구, 중국어: 美濃區, 병음: Měinóng Qū)는 대만 가오슝시의 구이다. 넓이는 120.0316km2이고, 인구는 2015년 8월 기준으로 40,931명이다.

## 지리
메이눙 구는 가오슝 시 중부의 구릉지대에 위치하고 가오슝 구 동단의 라오눙 계(荖濃渓)의 발원지이며 라오눙 계와 그 지류인 메이눙 계(美濃渓)가 구내를 가로지르고 있다. 열대 기후구에 위치하기 때문에 고온 다습하고 연평균 기온은 23°C, 연 강수량은 1,500~2,000mm에 이르며 구릉 및 산 하구에서는 2,000 mm이상이다. 연중 최저 기온은 21.6°C, 최고기온은 28.4°C이다.

## 경제
특산품으로는 담배잎, 망고, 손으로 뜬 종이, 종이 우산 등의 공예품이 있다. 쌀 생산지로도 유명하다.
구내에 많은 음식점들은 객가요리를 팔고 있다. 특히 반톄오(粄條)라는 멥쌀로 만드는 쌀가루의 일종이 명물로서 타이완에서 유명하다. 그 밖에도 예롄(野蓮)으로 불리는 수련과의 식물을 볶은 것이나 동아, 양배추 등을 삶은 요리가 명물이다.
댐 건설 반대 운동이 일어난 것 때문에 사회 활동가들에게 유명한 마을이다.

## 주민
주민의 상당수는 객가인이다.

## 같이 보기
- 가오슝시